# Henri Martin (Chemiker)
Henri Martin war ein Schweizer Chemiker.

## Leben
Martin war bei dem Schweizer Unternehmen Cilag tätig und synthetisierte 1950 erstmals Glyphosat. 1959 wurde Cilag vom US-amerikanischen Konzern Johnson & Johnson übernommen und Glyphosat zusammen mit anderen Proben an Aldrich (heute Sigma-Aldrich) verkauft. Die herbizide Wirkung von Glyphosat wurde erst Jahre später – Anfang der 1970er-Jahre – beim US-amerikanischen Unternehmen Monsanto entdeckt.
Später war Henri Martin 15 Jahre in der Herbizidforschung bei Ciba-Geigy tätig.